# Saskia Bos
Saskia Bos (* vor 1970 in Den Haag) ist eine niederländische Ausstellungsmacherin, Museumsleiterin und Kunsthistorikerin.

## Leben
Bos wurde in Den Haag geboren. Als Tochter eines niederländischen Marine Offiziers und einer künstlerisch begabten Mutter wuchs sie an verschiedenen Orten (Curaçao, Japan und Frankreich) auf. Anfangs für Wirtschaftswissenschaft und Jura eingeschrieben, wechselte Saskia Bos schnell zu den Fächern Kunstgeschichte, Geschichte und Medientechnologie an der Universität von Amsterdam. Sie erhielt den Master. Mitte der 1970er Jahre machte sie Kunstprogramme für das niederländische Radio und Fernsehen.
Von 1984 bis 2005 war Saskia Bos künstlerische Leiterin und Geschäftsführerin des Museums De Appel in Amsterdam. Bos leitete von 1999 bis 2002 als Präsidentin die International Association of Curators of Contemporary Art. 2005 folgte sie einem Ruf als Dean an die School of Art an der Cooper Union nach New York City.
Beratend war Saskia Bos unter anderem tätig bei der Yokohama Triennale, der documenta 11 (2002) in Kassel, der Moskau Biennale (2007) und dem SculptureCenter in New York City (2007).

## Kuratorin (Auswahl)
Als Kuratorin ist Saskia Bos bei vielen internationalen Ausstellungsprojekten tätig geworden:
- 2009: Biennale di Venezia Niederländischer Pavillon, Venedig
- 2003: 3. Skulptur Biennale Münsterland, Münsterland
- 2001: 2. Berlin Biennale, Berlin[2]
- 1998: Biennale von São Paulo (Dutch Commissioner), São Paulo
- 1988: Biennale di Venezia (Co-curator of Aperto), Venedig
- 1986: Sonsbeek '86, Arnheim[3]